# جوردان إكوكو
جوردان إكوكو (بالفرنسية: Jordan Ikoko)‏ (مواليد 3 فبراير 1994 في مونتيرو، لويري، فرنسا) هو لاعب كرة قدم من كونغو الديمقراطية، يلعب مع نادي الدوري الفرنسي الدرجة الأولى غانغون.

## روابط خارجية
- جوردان إكوكو على موقع قاعدة بيانات كرة القدم.إي يو (الإنجليزية)
- جوردان إكوكو على موقع ناشيونال فوتبول تيمز (الإنجليزية)
- جوردان إكوكو على موقع Soccerbase.com (لاعب) (الإنجليزية)
- جوردان إكوكو على موقع Soccerway.com (الإنجليزية)
- جوردان إكوكو على موقع AS.com (الإسبانية)